# Коронник санта-мартійський
Коронник санта-мартійський (Myiothlypis basilica) — вид горобцеподібних птахів родини піснярових (Parulidae).. Ендемік Колумбії. Його довгий час відносили до роду Коронник (Basileuterus), однак за результатами молекулярно-філогенетичного дослідження санта-мартійський коронник і низка інших видів були переведені до відновленого роду Myiothlypis

## Опис
Довжина птаха становить 14 см. Довжина крила самця становить 5,3 см, довжина крила самиці 6,4-6,6 см. Голова чорна. на тімені широка біла смуга, над очима білі "брови", на скронях білі плями. Верхня частина тіла оливково-зелена, покривні пера на крилах оливково-коричневі або бурі. Горло біле, нижня частина тіла жовта.

## Поширення і екологія
Санта-мартійські коронники є ендеміками колумбійського гірського масиву Сьєрра-Невада-де-Санта-Марта. Живуть парами або невеликими зграйками в чагарникових заростях і в густому підліску вологого тропічного лісу, в ярах і поблизу струмків на висоті від 2100 до 3000 м над рівнем моря; найчастіше зустрічаються на висоті понад 2300 м над рівнем моря.

## Збереження
МСОП вважає цей вид вразливим через обмежений ареал і невелику популяцію, яку оцінюють в 660-1700 птахів. Виду загрожує знищення природного середовища.